# Łysa Polana
Die Alm Łysa Polana (slowakisch Lysá Poľana) ist eine Alm im Dolina Białki (Bialkatal) in der polnischen und slowakischen Hohen Tatra, in den Gemeinden Bukowina Tatrzańska (Polen) und Tatranská Javorina (Slowakei).

## Geschichte
Die Alm wurde im 17. Jahrhundert angelegt und befindet sich seit 1949 beziehungsweise 1954 in der Nähe des slowakischen und polnischen Tatra-Nationalparks. Auf der Alm befand sich auf der Brücke über die Białka ein Grenzübergang zwischen Polen und der Slowakei. Auf der slowakischen Seite endet auf der Brücke die Cesta Slobody (deutsch Freiheitsstraße) um die Tatra. Auf der Alm ist ein großer Parkplatz am Panoramaweg Oswald-Balzer-Weg.

## Tourismus
Der Parkplatz wird von vielen Touristen genutzt, die über den Oswald-Balzer-Weg den polnischen Tatra-Nationalpark betreten. Auf der slowakischen Seite beginnt ein blau markierter Wanderweg ins Tal Bielovodská dolina.